# Wilson Rodrigues Fonseca
Wilson Rodrigues Fonseca (nacido el 21 de marzo de 1985) es un futbolista brasileño que se desempeña como delantero.

## Trayectoria

### Clubes
| Club                 | País   | Año         |
| -------------------- | ------ | ----------- |
| Corinthians Paulista | Brasil | 2003 - 2007 |
| Paulista             | Brasil | 2005 - 2006 |
| Genoa                | Italia | 2008        |
| Sport Recife         | Brasil | 2008 - 2010 |
| Beijing Renhe        | China  | 2011        |
| Vegalta Sendai       | Japón  | 2012 - 2016 |
| Ventforet Kofu       | Japón  | 2017        |
| Linense              | Brasil | 2018 -      |

## Estadística de carrera

### J. League
| Club           | Año   | J. League | J. League | Copa J. League | Copa J. League | Total | Total |
| Club           | Año   | Part.     | Goles     | Part.          | Goles          | Part. | Goles |
| -------------- | ----- | --------- | --------- | -------------- | -------------- | ----- | ----- |
| Vegalta Sendai | 2012  | 32        | 13        | 8              | 3              | 40    | 16    |
| Vegalta Sendai | 2013  | 30        | 13        | 2              | 2              | 32    | 15    |
| Vegalta Sendai | 2014  | 24        | 4         | 3              | 0              | 27    | 4     |
| Vegalta Sendai | 2015  | 19        | 4         | 4              | 2              | 23    | 6     |
| Vegalta Sendai | 2016  | 23        | 6         | 3              | 0              | 26    | 6     |
| Ventforet Kofu | 2017  | 21        | 2         | 0              | 0              | 21    | 2     |
| Total          | Total | 149       | 42        | 20             | 7              | 169   | 49    |